# Jake Ballard
Jake Anthony Ballard (Springboro, 2 dicembre 1987) è un ex giocatore di football americano statunitense che ha giocato nel ruolo di tight end nella National Football League (NFL). Dopo non essere stato selezionato nel Draft NFL 2010 firmò coi New York Giants. Al college ha giocato a football ad Ohio State.

## Carriera professionistica

### New York Giants

#### Stagione 2010
Ballard firmò coi New York Giants in qualità di free agent dopo non essere stato scelto nel Draft il 25 aprile 2010. A seguito di un infortunio al tendine del ginocchio subito nel training camp il 19 agosto fu tagliato ma il 5 settembre fu riassunto per giocare con la squadra di allenamento. Il 20 novembre venne promosso nel roster attivo della squadra. Il debutto da professionista avvenne il giorno successivo contro i Philadelphia Eagles, gara in cui giocò otto snap. Il 23 novembre fu tagliato ma ancora una volta riassunto per la squadra di allenamento il giorno successivo. Il 16 dicembre fu promosso definitivamente nel roster attivo.

#### Stagione 2011
Nella stagione 2011, Ballard divenne il tight end titolare dei Giants. Il 6 novembre 2011 contro i New England Patriots (al momento sul record di5-2) al Gillette Stadium a Foxborough, Massachusetts, terminò la gara con 67 yard ricevute, compresa una ricezione da 28 yard su una situazione di terzo&10 con soli 51 secondi rimanenti e un touchdown da una yard nella giocata successiva, quando mancavano 17 secondi al termine della gara. I Giants vinsero la gara 24-20, infliggendo ai Patriots la seconda sconfitta consecutiva per la prima volta dal 2009 (e la prima dopo 21 vittorie consecutive in casa).
I Giants conclusero la stagione con un record di 9-7, qualificandosi per un soffio ai playoff grazie alla vittoria decisiva sui Cowboys. Nella off-season, essi eliminarono nell'ordine gli Atlanta Falcons, i favoritissimi e campioni in carica Green Bay Packers e nella finale della NFC i San Francisco 49ers. Il 5 febbraio 2012, Jake partì come titolare nel Super Bowl XLVI, vinto contro i Patriots 21-17, ma infortunandosi al legamento crociato anteriore del ginocchio nel secondo tempo, venendo sostituito da Bear Poscoe.

### New England Patriots
Ballard firmò coi New England Patriots il 12 giugno 2012. Sia il giocatore che il suo agente credevano che Ballard avrebbe rifirmato coi Giants una volta tolto dalla lista infortunati, invece si inserirono i Patriots e il giocatore si trasferì nel New England.
Il 30 agosto 2013 fu svincolato.

### Arizona Cardinals
Il 4 novembre 2013, Ballard si accordò per un contratto annuale con i Cardinals. Il 15 dicembre segnò il suo primo touchdown con la nuova maglia contro i Tennessee Titans.
Il 12 marzo 2014, Ballard firmò un rinnovo annuale con Arizona, decidendo tuttavia di optare per il ritiro il 6 agosto 2014, all'età di 26 anni, a causa degli infortuni.

## Palmarès
- Super Bowl : 1

New York Giants: XLVI
- National Football Conference Championship: 1

New York Giants: 2011

## Statistiche
| Partite totali             | 23  |
| Partite totali da titolare | 16  |
| Yard su ricezione          | 679 |
| Touchdown su ricezione     | 6   |